# Ricanoptera polita
Ricanoptera polita är en insektsart som beskrevs av Melichar 1898. Ricanoptera polita ingår i släktet Ricanoptera och familjen Ricaniidae. Inga underarter finns listade i Catalogue of Life.